# Yann Gboho
Gnantin Yann Gboho (* 14. Januar 2001 in Man) ist ein französisch-ivorischer Fußballspieler, der aktuell beim FC Toulouse spielt.

## Karriere

### Verein
Gboho begann seine fußballerische Ausbildung beim Aiglon du Lambertin FC, wo er von 2010 bis 2013 spielte. Anschließend wechselte er zum FC Rouen in die Jugendabteilung. Drei Jahre später ging er in die Jugendakademie von Stade Rennes. 2017/18 spielte er bereits einmal in der viertklassigen National 2 für die zweite Mannschaft. Nach dem Abstieg der Zweitmannschaft in die fünftklassige National 3 spielte er dort 15 Mal, stand aber auch bereits mehrfach im Kader der Ligue-1-Profis. Am 20. Oktober 2019 (10. Spieltag) wurde er gegen die AS Monaco in der Schlussphase eingewechselt und gab somit sein Profidebüt für Rennes. Bei einem 3:2-Sieg eine Woche später gegen den FC Toulouse gelang ihm sein erstes Profitor, womit er den Rennais den Sieg in der Nachspielzeit sicherte. Anfang November 2019 debütierte er schließlich auch international in der Europa League gegen den CFR Cluj. Die gesamte Saison 2019/20 beendete er mit acht Ligaeinsätzen (ein Tor), vier Pokalspielen (ein Tor) und drei Europa-Ligue-Einsätzen. Anfang der Folgesaison spielte er gegen den FC Chelsea das erste Mal in der Königsklasse, als er in der Startelf stand. In der Spielzeit 2020/21 kam er zu zehn Ligue-1-Duellen und spielte in vier Champions-League-Partien.
Für die gesamte Saison 2021/22 wurde er an den niederländischen Erstligisten Vitesse Arnheim verliehen. Beim Conference-League-Qualifikationsspiel gegen den FC Dundalk stand er in der Startelf und debütierte somit für Vitesse. Bei einem 2:1-Sieg im Rückspiel traf er zum 2:0 und war somit maßgeblich am Weiterkommen seines Leihvereins beteiligt. Beim Ligaauftakt gegen PEC Zwolle stand er in der Startelf und gab somit beim 1:0-Sieg sein Eredivisie-Debüt. Nach Ablauf der Leihe kehrte er zuerst zu Rennes zurück. Mitte August 2022 wechselte er, ohne in der neuen Saison ein Spiel für Rennes bestritten zu haben, fest zum belgischen Erstdivisionär Cercle Brügge und unterschrieb dort einen Vertrag mit einer Laufzeit bis Sommer 2025. In der Saison 2022/23 bestritt er 29 von 36 möglichen Ligaspielen für Cercle, in denen er drei Tore schoss, sowie zwei Pokalspiele. Im Januar 2024 verpflichtete ihn der französische Erstligist FC Toulouse.

### Nationalmannschaft
Zwischen September 2016 und September 2018 spielte er insgesamt 27 Mal für verschiedene Juniorenauswahlen Frankreichs. Dabei schoss er sieben Tore in Testspielen und U17-EM-Qualifikationsspielen.

## Erfolge
- Französischer Pokalsieger: 2019